# Wellenkopplung

Ersatzschaltbild

In der Elektrotechnik ist Wellenkopplung eine Kombination der induktiven Kopplung und der kapazitiven Kopplung. Dabei wird das Übergreifen von elektromagnetischen Wellen auf benachbarte Leitungen sowie das Übergreifen von einem Leitungskreis auf einen anderen verstanden.
Bei den anderen Formen der Kopplung wird die Laufzeit der elektrischen Signale auf der störenden und der gestörten Leitung vernachlässigt. In bestimmten Sonderfällen, wenn die Wellenlänge der Störgröße in der Größenordnung der Systemabmessungen, oder die Anstiegszeiten der Störimpulse denen der Signallaufzeit entsprechen, muss der Wellenkopplungseffekt berücksichtigt werden. Der Störeffekt der Wellenkopplung steigt mit der Frequenz der Spannung im System rapide an, des Weiteren ist die Länge (im Ersatzschaltbild mit X gekennzeichnet) ein entscheidender Faktor.
Die Störspannung lässt sich wie folgt berechnen:
{\displaystyle u_{st{\ddot {o}}r}=f\cdot \left(Z_{12}\cdot {\frac {\mathrm {d} i}{\mathrm {d} x}}\cdot {\frac {\mathrm {d} u}{\mathrm {d} x}}\right)}

## Gegenmaßnahmen
Durch die Verwendung von abgeschirmten Leitungen kann der Effekt der Wellenkopplung vermindert oder gar völlig aufgehoben werden. Dabei muss die Abschirmung abhängig vom Frequenzbereich ausgeführt werden. Bei strukturierter Verkabelung muss das Frequenzspektrum betrachtet werden.